# Надежда (песня)
«Наде́жда» — песня, написанная в 1971 году совместно композитором Александрой Пахмутовой и поэтом Николаем Добронравовым.
В результате проведённого в 2015 году журналом «Русский репортёр» социологического исследования, текст «Надежды» занял 10-е место в хит-параде самых популярных в России стихотворных строк, включающем, в числе прочего, русскую и мировую классику. Редакция «Афиша Daily» в 2015 году поставила песню на 3-е место в списке «25 лучших песен Анны Герман»

## История
«Надежда» была написана для мужского голоса, и первым исполнителем песни стал артист МХАТа Юрий Пузырёв (она была предложена Иосифу Кобзону, но он отказался, хотя впоследствии всё-таки включил её в свой репертуар). Также песню исполняла Эдита Пьеха. В 1973 году текст и ноты песни были посланы в Варшаву восстанавливающейся после тяжелейшей травмы Анне Герман, которая затем с большим успехом её исполнила. Её исполнение стало каноническим и наиболее известным. Песня стала своеобразным гимном космонавтов.

«Я была страшно гордой, когда узнала об этом. Хотя это и не в моей натуре. Просто очень обрадовалась… Понимаете, они прощаются с Землёй, ведь не знают на 100 процентов, вернутся ли. И важен не последний разговор, не объятия с женой, — хотя, может быть, им нельзя туда, жёнам? — но все равно, важна эта песня, обещание жизни, надежда… Они хотят верить, что всё будет хорошо…»— Анна Герман
На заключительном концерте фестиваля «Песня-75» песня была предложена Муслиму Магомаеву, после того как выяснилось, что основные исполнительницы Эдита Пьеха и Анна Герман не смогут принять участие в съёмках концерта. После вступительного слова П. И. Климука и В. И. Севастьянова Муслим Магомаев исполнил песню дважды (на бис). В дальнейшем песня ещё два раза звучала на фестивале «Песня года». На фестивале «Песня-76» она была повторена Муслимом Магомаевым (запись исполнения считается утраченной вместе со всем вторым отделением), а в «Песне-82» прозвучала в попурри «Песни-лауреаты прошлых лет» в исполнении Эдиты Пьехи (третий куплет).
Также песня исполнялась Львом Лещенко и вокально-инструментальным ансамблем «Надежда», названным в честь этой песни. В 1997 году «Надежда» прозвучала в заключительной части мюзикла «Старые песни о главном 3», где её исполнили все участники фильма.
Песня звучит в мультипликационном фильме «И мама меня простит» (1975, реж. Анатолий Петров).
В 2006 году российская поп-панк-группа «Приключения Электроников» выпустила кавер-версию на эту песню в сотрудничестве с Татьяной Литвиненко (вокал)
В 2019 году песня исполнялась вокалистом группы «Пионерлагерь Пыльная Радуга» Алексеем Румянцевым в рамках его сольной программы.